# Нововарламово
Нововарламово — деревня в Октябрьском районе Челябинской области России. Входит в состав Свободненского сельского поселения.

## География
Деревня находится на востоке Челябинской области, в лесостепной зоне, на восточном берегу озера Медиак, на расстоянии примерно 23 километров (по прямой) к западу от села Октябрьское, административного центра района. Абсолютная высота — 188 метров над уровнем моря.

## История
В 1968 г. в состав деревни включен населенный пункт при Картабызском лесничестве

## Население
| 2002 | 2010 |
| ---- | ---- |
| 357  | ↘253 |

Гендерный состав
По данным Всероссийской переписи населения 2010 года в гендерной структуре населения мужчины составляли 48,2 %, женщины — соответственно 51,8 %.
Национальный состав
Согласно результатам переписи 2002 года, в национальной структуре населения русские составляли 70 %.

## Улицы
Уличная сеть деревни состоит из трёх улиц и одного переулка.